# Vireo masteri
El vireo del Chocó (Vireo masteri), también denominado verderón del Chocó es una especie de ave paseriforme de la familia Vireonidae perteneciente al numeroso género Vireo. Se encuentra en bosques de niebla al occidente de Colombia y noroccidente de Ecuador.

## Descripción
El dorso es verde oliva, apenas oliváceo adelante y más verde y brillante atrás. El par central de plumas de vuelo de la cola es verde oliva y los tres restantes tienen flecos marrón. Las plumas de vuelo del ala son marrón oscuro mate, con un borde estrecho verde oliva en las secundarias y más pálido a amarillento en las primarias y en términos generales con punta de color blanco ligeramente teñido de amarillo mate y tonos amarillos sobre el ala. Lores y banda orbital supraloreal oliva oscuro que se prolonga hasta el oído; iris castaño oscuro. Las mejillas y el oído son de color ocre; la barbilla y la garganta son blancuzcas; el pecho ocre a amarillo, con tonos oliváceos a los lados y crema a blanco en el abdomen. Las patas son de color azul-grisáceo.
Mide 11,5 cm. La longitud del ala alcanza 5,4 cm, la de a cola 3,5 cm y la del tarso 1,7 cm.

## Distribución y hábitat
Se distribuye localmente en la pendiente del Pacífico de Colombia (Risaralda, Nariño) y noroeste de Ecuador (Esmeraldas, Pichincha).
Su hábitat es el bosque tropical. Solamente ha sido encontrado en bosques de niebla primarios, por lo general en terrenos inclinados y escarpados, con abundantes palmas, epífitas, helechos y musgos, preferentemente entre 1100 y 1600 m de altitud.

## Estado de conservación
El vireo del Chocó había sido calificado como amenazado de extinción hasta el año 2016, pero actualmente se le considera casi amenazado por la IUCN debido a que su población total, estimada entre 14 200 a 17 000 individuos maduros, se sospecha estar en lento declinio, a pesar de que se desconocen las tasas de pérdida de hábitat de los bosques de niebla preferenciales de la especie.

## Comportamiento
Hasta cinco machos entonando cantos territoriales pueden encontrarse por kilómetro de trayecto. Se trata de un recolector muy activo, que se alimenta de invertebrados. Parejas, individuos o, después de la temporada de cría, grupos familiares, buscan alimento exclusivamente en la canopia, de vez en cuando acompañados de otras especies. La temporada de crianza ocurre durante la estación seca, de junio a octubre, y los adultos se han visto alimentando a los polluelos en agosto.

## Nombre
El nombre científico se decidió por una subasta para recaudar fondos para la conservación del hábitat del ave; el ganador fue el Dr. Bernard Master.